# 대구광역시서부교육지원청
대구광역시서부교육지원청(大邱廣域市西部敎育支援廳, Daegu Seobu Office of Education)은 대구광역시 서구와 북구를 관할하는 대구광역시교육청 산하의 교육지원청이다.
교육장은 장학관으로 보한다.

## 연혁
- 1985년 대구직할시서부교육구청 개청.
- 1991년 대구직할시서부교육청으로 개칭.
- 1995년 대구광역시서부교육청으로 개칭.
- 1996년 남부교육청 신설 분리.
- 2010년 서부교육지원청으로 명칭 변경.

## 산하기관

### 서구
초등학교
| - 대구경운초등학교 - 대구내서초등학교 - 대구달서초등학교 - 대구달성초등학교 - 대구대성초등학교 | - 대구두류초등학교 - 대구북비산초등학교 - 대구비봉초등학교 - 대구비산초등학교 - 대구서도초등학교 | - 대구서부초등학교 - 대구서평초등학교 - 대구이현초등학교 - 대구인지초등학교 - 대구중리초등학교 | - 대구평리초등학교 - 서대구초등학교 |

중학교
| - 경운중학교 - 경일중학교 - 대구청라중학교 - 대평중학교 | - 서남중학교 - 서대구중학교 - 중리중학교 - 평리중학교 |

### 북구
초등학교
| - 대구강북초등학교 - 대구경진초등학교 - 대구관남초등학교 - 대구관문초등학교 - 대구관음초등학교 - 대구관천초등학교 - 대구교동초등학교 - 대구구암초등학교 - 대구달산초등학교 - 대구대동초등학교 | - 대구대산초등학교 - 대구대천초등학교 - 대구도남초등학교 - 대구동변초등학교 - 대구동평초등학교 - 대구매천초등학교 - 대구문성초등학교 - 대구복현초등학교 - 대구북부초등학교 - 대구산격초등학교 | - 대구삼영초등학교 - 대구서변초등학교 - 대구성북초등학교 - 대구신암초등학교 - 대구옥산초등학교 - 대구운암초등학교 - 대구조야초등학교 - 대구칠곡초등학교 - 대구칠성초등학교 - 대구침산초등학교 | - 대구태암초등학교 - 대구태전초등학교 - 대구태현초등학교 - 대구팔달초등학교 - 대구학남초등학교 - 대구학정초등학교 - 대구함지초등학교 - 북대구초등학교 |

중학교
| - 강북중학교 - 경명여자중학교 - 경진중학교 - 관음중학교 - 관천중학교 - 교동중학교 | - 구암중학교 - 대구북중학교 - 대구일중학교 - 동변중학교 - 동평중학교 - 매천중학교 | - 복현중학교 - 산격중학교 - 서변중학교 - 성광중학교 - 성화중학교 - 운암중학교 | - 칠곡중학교 - 침산중학교 - 팔달중학교 - 학남중학교 |

## 같이 보기
- 대한민국 교육부